# Neznámá
Neznámá je v matematice proměnná, jejíž konkrétní hodnota se teprve hledá, nejčastěji jako řešení nějaké rovnice, případně nerovnosti. Řešením rovnice je taková hodnota neznámé, při níž se rovnice mění v rovnost. Pokud má rovnice řešení a je-li v ní jedna neznámá, bude řešením číslo, jsou-li dvě, bude to výraz s jednou neznámou atd. V geometrické interpretaci je řešením rovnice o jedné neznámé bod, o dvou neznámých přímka, obecně je řešením rovnice o n neznámých vektor o n prvcích. To ovšem platí jen pro rovnice lineární, v nichž se neznámé vyskytují v první mocnině. Pro rovnice s neznámou ve druhé mocnině (kvadratická rovnice), ve třetí mocnině (kubická rovnice) atd. je výpočet hodnoty neznámé složitější.
Neznámé se obvykle označují písmeny latinské abecedy, nejčastěji písmenem x, pro další neznámé například y, z aj.

## Výpočet v matematice
Neznámé mají stejné vlastnosti jako jejich hledané hodnoty a lze s nimi nejčastěji zacházet jako s čísly: lze je sčítat, odčítat a násobit, jen při dělení neznámou je třeba zajistit, že její hodnotou nebude nula.

Lineární rovnice o jedné neznámé:

x+5 = 15

Podle matematických pravidel lze rovnici převést na následující tvar:

x = 15-5

Z toho tedy vyplývá, že
:
x = 10

## Výpočet ve fyzice
Ve fyzice a dalších vědách se obvykle řeší úlohy, které nejsou zadány jako rovnice, ve škole se jim říká "slovní úlohy". Prvním krokem k řešení bývá, že je třeba zvolit, co bude neznámá, a pak příslušnou rovnici sestavit.
Příklad:

Kolik hodin je 8 minut?
Za neznámou můžeme zvolit počet hodin a osm minut tedy máme převést na hodiny:

x = 8/60 = 0,133

Osm minut je 0,133 hodiny.